# Церковь Рождества Христова (Пронюхлово)
Церковь Рождества Христова — приходской православный храм в деревне Пронюхлово городского округа Зарайск Московской области. Относится к Зарайскому благочинию Коломенской епархии Русской православной церкви. Построен в 1839 году. Здание церкви является объектом культурного наследия регионального значения и находится под охраной государства.

## История храма
Ещё в XVI веке в этой местности существовала деревянная церковь Рождества Христова. В 1608 году храм был разрушен литовцами.
К 1615 году было построено и освящено новое здание церкви, но через год это строение вновь пришлось освящать ту же церковь, так как шайка литовцев в 1616 году вновь нанесла ей урон. В 1628 году вместо деревянного строения было возведено каменное здание храма.
Из окладных книг 1676 года следует, что здесь находилось: «2 двора поповых, двор дьяконов, двор дьячков и двор пономарев, земли 133 четверти в поле, а в дву потомуж, сена на 50 копен». В приходе состояло 159 дворов, в числе которых 20 дворов были дворянскими, 3 двора задворных слуг, 10 дворов бобыльских, 115 крестьянских.
В 1836 году здание храма за ветхостью было разобрано, и на этом месте была возведена новая каменная церковь, с приделом Никольским. Освящение храма состоялось в 1839 году. В архитектуре строения сочетаются ампирные формы с чертами допетровского зодчества. Храм представляет собой бесстолпный одноглавый четверик с одной апсидой, перекрытый глухим сомкнутым сводом. В церкви был освящён Никольский придел.
До Октябрьской революции в церкви находилась местная святыня — небольшой крест, именуемый «животворящим». Выполнен он был из листовой довольно толстой меди с примесью. Внутри креста — частицы от креста Господня, от гроба и камня, равно как частицы святых мощей. Существовало предание, что эта реликвия была некогда похищена из церкви, но через некоторое время найдена одной княгиней из роду Оболенских при подошве возвышения, на котором стоит церковь. Она, из любопытства, сделала небольшую скважину в кресте, чтобы посмотреть, что внутри него, но тотчас лишилась зрения. По усердной молитве княгиня получила исцеление и возвратила реликвию храму.
По штату 1873 года при церкви работали священник и два псаломщика.
В состав прихода, кроме села Пронюхлова, входили сельцо Мендюкино, деревня Колбасино, сельцо Протякино, деревня Маврина, сельцо Потулово, сельцо Овечкино и деревня Секирина.
История церкви связана с именами двух новомучеников и исповедников Российских: настоятеля священномученика Иоанна Лебедева и псаломщика Андрея Шершнева. В 1937 году они оба подверглись аресту и были расстреляны на Бутовском полигоне.
В конце 1930-х годов храм был закрыт, полностью разрушена колокольня. В церковном помещении сначала разместился клуб, потом обустроен семенной склад.
В 1999 году была воссоздана церковная община, храм возвращён верующим. В настоящее время ведутся восстановительные работы, в церкви регулярно совершаются молебны.